# Güiria (paroisse civile)
Pour les articles homonymes, voir Guiria.
Güiria est l'une des quatre paroisses civiles de la municipalité de Valdez dans l'État de Sucre au Venezuela. Sa capitale est Güiria, chef-lieu de la municipalité.